# Aloe descoingsii
Aloe descoingsii es una  especie de aloe nativa de  Madagascar.

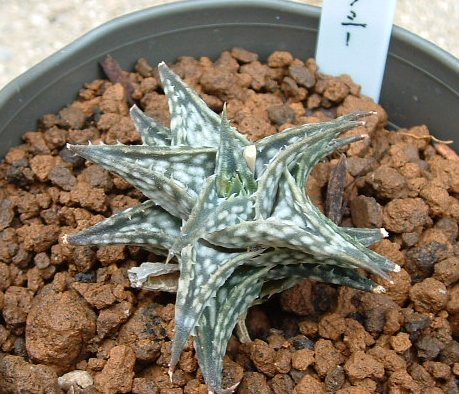
Vista de la planta

## Descripción
Esta dentro de las más pequeñas planta de áloe y es un conjunto de hojas suculentas con forma de  roseta con un largo tallo. Tiene 4-6 cm de diámetro. Su estado de conservación es discutido, aunque parece estar en peligro.

## Taxonomía
Aloe descoingsii fue descrita por Gilbert Westacott Reynolds y publicado en Journal of South African Botany 24: 103, en el año 1958.
Etimología
Ver: Aloe
descoingsii: epíteto otorgado en honor del botánico francés especializado en Madagascar; Bernard  Descoings (* 1931).
- Guillauminia descoingsii (Reynolds) P.V.Heath[5][2]